# Darka Zvonar Predan
Darka Zvonar Predan (17. 3. 1955, Maribor), novinarka, urednica, publicistka.
Prvih deset let življenja je preživela pri babici na Kozjanskem (Planina pri Sevnici), zatem se je preselila k mami v Jarenino in tam končala osnovno šolo ter se po maturi na prvi mariborski gimnaziji vpisala na študij sociologije na ljubljanski FSPN. Že med študijem se je začela ukvarjati z novinarstvom in se leta 1978 redno zaposlila v časopisni hiši Večer. Do sredine devetdesetih je delala v tedniku 7D, v katerem je med drugim novinarsko pokrivala demokratično vrenje v Sloveniji v drugi polovici osemdesetih in vzporedno pisala tudi za hrvaški tednik Danas. Sredi devetdesetih se je preselila v notranjepolitično rubriko dnevnika Večer in jo je proti koncu devetdesetih vodila kot urednica. 
Leta 2002 se je v Trstu pridružila soprogu Milanu Predanu, ki je tam nastopil diplomatsko službo, in od tam še naprej pisala za Večer ter tudi za Novo revijo in revijo Ampak. V letih 2006 in 2007 se je vrnila na položaj urednice notranje politike pri Večeru, zatem pa je v naslednjem desetletju pisala predvsem za Večerovo sobotno prilogo, v kateri je objavila na desetine intervjujev z zanimivimi osebnostmi iz Trsta, Beograda, Celovca in Skopja, kjer je živela s soprogom. Intervjuji so v štirih knjigah izšli pri založbi Kulturni center Maribor, ena pa pri celovški Mohorjevi: Beograjski pogovori (2016), Tržaški pogovori (2017), Boris Pahor – najini pogovori (2018, leta 2023 tudi v nemškem prevodu), Celovški pogovori (Mohorjeva, tudi v nemščini, 2020), ter Makedonski pogovori in zgodbe (2024). 
Za svoje novinarsko delo je prejela nagrado Tomšičevega sklada (1990) in Jurčičevo nagrado (2001), leta 2005 pa prvo nagrado na literarnem natečaju tržaške založbe Mladika za kratko zgodbo "V imenu očeta", ki je bila objavljena tudi v zborniku 30 najboljših zgodb natečaja (uredila Evelina Umek, 2018).  
Viri: 
https://vecer.com/avtorji/zvonar-predan-darka-1442
https://zalozbaknjig.com/2024/06/24/darka-zvonar-predan-makedonski-pogovori-in-zgodbe/
https://www.biblos.si/isbn/9789616781664
1. ↑   [https://vecer.com/avtorji/zvonar-predan-darka-1442
https://zalozbaknjig.com/2024/06/24/darka-zvonar-predan-makedonski-pogovori-in-zgodbe/
https://www.biblos.si/isbn/9789616781664 https://vecer.com/avtorji/zvonar-predan-darka-1442 https://zalozbaknjig.com/2024/06/24/darka-zvonar-predan-makedonski-pogovori-in-zgodbe/ https://www.biblos.si/isbn/9789616781664]. {{navedi splet}}: Manjkajoč ali prazen |title= (pomoč); Preveri vrednost |url= (pomoč); line feed character v |url= na mestu 51 (pomoč)